# 2. Handball-Bundesliga (Frauen) 2011/12
Die Saison 2011/2012 der 2. Handball-Bundesliga der Frauen war die 27. in ihrer Geschichte. Sie wurde zum ersten Mal eingleisig ausgespielt. 

## Saisonverlauf
16 Mannschaften spielten um den Aufstieg in die höchste deutsche Spielklasse. Die ersten zwei Vereine der Abschlusstabelle steigen direkt in die 1. Handball-Bundesliga auf. Die letzten vier Vereine müssen den Gang in die 3. Liga antreten. Die Absteiger aus der letzten Saison der 1. Handball-Bundesliga, waren die SG Handball Rosengarten und die SG Bietigheim-Metterzimmern. Aufsteiger aus der 3. Liga war die TSG Ketsch.
In die 1. Handball-Bundesliga stiegen der TuS Metzingen und TuS Weibern auf, in die 3. Liga stiegen die TSG Ketsch, der MTV 1860 Altlandsberg, der VfL Wolfsburg und die TSG Wismar ab.

## Modus
Der Modus ist jeder gegen jeder mit einem Heim- und Auswärtsspiel. Die zwei besten Mannschaften stiegen direkt in die 1. Handball-Bundesliga auf. Die letzten vier Mannschaften stiegen direkt in die 3. Liga ab. Bei Punktgleichheit entschied die bessere Tordifferenz. Bei gleicher Tordifferenz sind Entscheidungsspiele anzusetzen.

## Vereine und Spielstätten
In der nachfolgenden Tabelle stehen alle Vereine mitsamt den Heimspielstätten und den Kapazitäten.
| Verein                      | Spielstätte                               | Kapazität |
| --------------------------- | ----------------------------------------- | --------- |
| Borussia Dortmund           | Sporthalle Wellinghofen                   | 2.500     |
| HSG Bensheim/Auerbach       | Weststadthalle                            | 2.000     |
| TSG Wismar                  | Sporthalle an der Bürgermeister-Haupt-Str | 1.500     |
| SG Bietigheim-Metterzimmern | Halle am Viadukt                          | 1.300     |
| SC Greven 09                | Rönnesporthalle                           | 1.200     |
| TV Nellingen                | Sporthalle 1                              | 1.100     |
| TSG Ketsch                  | Neurotthalle                              | 1.100     |
| TSV Nord Harrislee          | Holmberghalle                             | 800       |
| BSV Sachsen Zwickau         | Zwickau-Neuplanitz                        | 746       |
| TuS Weibern                 | Robert-Wolff Halle                        | 700       |
| MTV 1860 Altlandsberg       | Erlengrundhalle                           | 600       |
| SG Handball Rosengarten     | Nordheidehalle Buchholz                   | 500       |
| TuS Metzingen               | Öschhalle                                 | 500       |
| SV Union Halle-Neustadt     | Universitätssporthalle                    | 450       |
| TSV Travemünde              | Senator-Emil-Possehl-Halle                | 400       |
| VfL Wolfsburg               | Sporthalle BBS                            | 150       |

## Tabelle
| Pl. | Verein                          | Sp | G  | U | V  | Tore     | Diff. | Punkte |
| --- | ------------------------------- | -- | -- | - | -- | -------- | ----- | ------ |
| 1.  | TuS Metzingen                   | 30 | 24 | 2 | 4  | 939:0755 | +184  | 50:10  |
| 2.  | TuS Weibern                     | 30 | 22 | 1 | 7  | 941:0833 | +108  | 45:15  |
| 3.  | TV Nellingen                    | 30 | 21 | 3 | 6  | 948:0858 | 0+90  | 45:15  |
| 4.  | SG Bietigheim-Metterzimmern (A) | 30 | 19 | 3 | 8  | 880:0800 | 0+80  | 41:19  |
| 5.  | HSG Bensheim/Auerbach           | 30 | 17 | 5 | 8  | 872:0767 | +105  | 39:21  |
| 6.  | Borussia Dortmund               | 30 | 18 | 2 | 10 | 940:0870 | 0+70  | 38:22  |
| 7.  | TSV Nord Harrislee              | 30 | 18 | 2 | 10 | 898:0893 | 0+5   | 38:22  |
| 8.  | SG Handball Rosengarten (A)     | 30 | 15 | 3 | 12 | 890:0850 | 0+40  | 33:27  |
| 9.  | BSV Sachsen Zwickau             | 30 | 15 | 1 | 14 | 885:0870 | 0+15  | 31:29  |
| 10. | TSV Travemünde                  | 30 | 13 | 3 | 14 | 875:0892 | 0−17  | 29:31  |
| 11. | SC Greven 09                    | 30 | 10 | 3 | 17 | 866:0918 | 0−52  | 23:37  |
| 12. | SV Union Halle-Neustadt         | 30 | 5  | 5 | 20 | 847:0915 | 0−68  | 15:45  |
| 13. | TSG Ketsch (N)                  | 30 | 7  | 1 | 22 | 841:0967 | −126  | 15:45  |
| 14. | MTV 1860 Altlandsberg           | 30 | 4  | 6 | 20 | 754:0871 | −117  | 14:46  |
| 15. | VfL Wolfsburg                   | 30 | 6  | 1 | 23 | 862:1002 | −140  | 13:47  |
| 16. | TSG Wismar                      | 30 | 5  | 1 | 24 | 816:0993 | −177  | 11:49  |

### Entscheidungen
|     | Aufsteiger in die 1. Handball-Bundesliga |
|     | Absteiger in die 3. Liga                 |
| (N) | Aufsteiger der letzten Saison            |
| (A) | Absteiger der letzten Saison             |

Aufsteiger in die 1. Bundesliga:

Absteiger aus der 1. Bundesliga:
Absteiger in die 3. Ligen:

Aufsteiger aus den Regionalligen:

## Statistiken

### Torschützenliste
Die Torschützenliste zeigt die drei besten Torschützinnen in der 2. Handball-Bundesliga 2012.
Zu sehen sind die Nation der Spielerin, der Name, die Position, der Verein, die gespielten Spiele, die Tore und die 7-m-Tore.
| Pl. | Nation      | Spieler         | Pos. | Verein         | Sp. | Tore | 7 m |
| --- | ----------- | --------------- | ---- | -------------- | --- | ---- | --- |
| 1.  | Ungarn      | Annamària Ilyès | (RM) | TuS Metzingen  | 28  | 239  | 89  |
| 2.  | Deutschland | Svenja Huber    | (RA) | TuS Weibern    | 30  | 236  | 78  |
| 3.  | Deutschland | Franziska Haupt | (RR) | TSV Travemünde | 29  | 214  | 36  |

### Bester 7-m-Werfer
In der Tabelle stehen die drei besten 7-m-Werfer der 2. Handball-Bundesliga 2012.
Zu sehen sind die Nation der Spielerin, der Name, die Position, der Verein, die gespielten Spiele, die 7-m-Tore, die 7-m-Versuche und die 7-m-Quote.
| Pl. | Nation      | Spieler             | Pos.         | Verein        | Sp. | 7 m | Ver. | Quote |
| --- | ----------- | ------------------- | ------------ | ------------- | --- | --- | ---- | ----- |
| 1.  | Belarus     | Liudmilla Yermachek | (RL, RR, RM) | TSG Wismar    | 28  | 114 | 133  | 86 %  |
| 2.  | Deutschland | Daniela Stratmann   | (RR)         | TV Nellingen  | 29  | 97  | 117  | 83 %  |
| 3.  | Ungarn      | Annamària Ilyès     | (RM)         | TuS Metzingen | 28  | 89  | 105  | 85 %  |

### Strafenliste
In der Tabelle stehen die drei Foulsten Spielerinnen der 2. Handball-Bundesliga 2012.
Zu sehen sind die Nation der Spielerin, der Name, die Position, der Verein, die gespielten Spiele, die Anzahl der Gelben Karten, die Anzahl der Strafminuten und die Anzahl der Roten Karten.
| Pl. | Nation      | Spieler        | Pos. | Verein                  | Sp. |    |    |    |   |   |
| --- | ----------- | -------------- | ---- | ----------------------- | --- | -- | -- | -- | - | - |
| 1.  | Deutschland | Monic Burde    | (RM) | SV Union Halle-Neustadt | 30  | 19 | 20 | 7  | 2 | 3 |
| 2.  | Deutschland | Jessica Schulz | (RL) | TV Nellingen            | 30  | 19 | 16 | 11 | 0 | 0 |
| 3.  | Deutschland | Marina Kils    | (KR) | TuS Weibern             | 29  | 23 | 16 | 6  | 0 | 0 |